# Jean-Valentin Bender

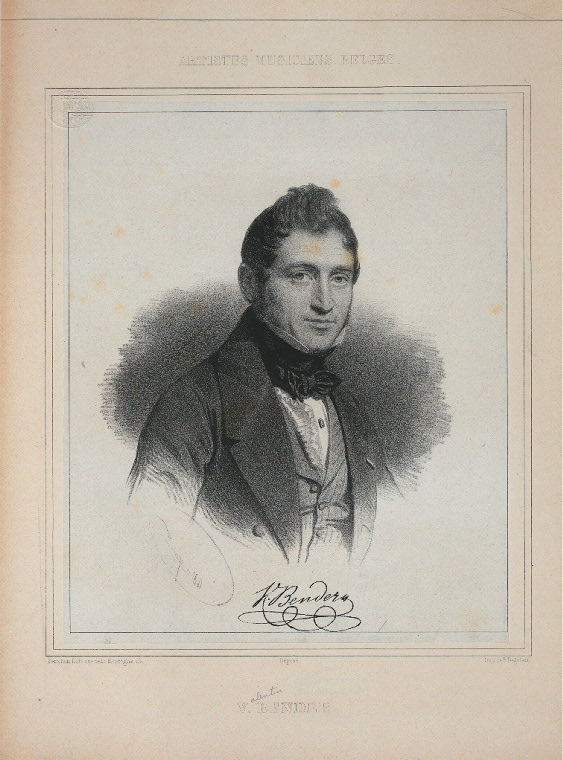
Jean-Valentin Bender (1841)

Jean-Valentin Bender (* 19. September 1801 in Bechtheim bei Worms; † 14. April 1873 in Brüssel) war ein deutsch-belgischer Dirigent und Komponist.

## Leben
Als ausgebildeter Klarinettist wirkte er in verschiedenen, zunächst niederländischen, dann französischen und zuletzt belgischen Militärorchestern mit. Im 2. Halbjahr 1832 bekam Bender, der seit 1830 Kapellmeister beim Musikkorps des 1. Belgischen Linien-Regiments war, vom belgischen König Leopold I. persönlich den Auftrag, ein Musikkorps aufzustellen, das die Wechsel der königlichen Wache (Wachbataillon) musikalisch begleiten soll. Da das Musikkorps vom 1. Regiment Gidsen die Königsfamilie sehr häufig bei ihren Auslandsreisen begleitete, bekam sie den ehrenden Titel Partikuliere Muziekkapel van de Koning, heute ein Auswahlblasorchester Groot Harmonieorkest van de Belgische Gidsen in Brüssel. Bender war Dirigent dieses Orchesters bis 1873, das bis heute jedes Konzert mit dem Marche du Premier Régiment de Guides von Bender beendet.
1836 wurde Bender auch zum Direktor der Société Philharmonique in Brüssel bestellt.
Johann Valentin Bender war Ritter des königlich belgischen Leopoldordens.

## Familie
Valentin Bender war der jüngere Bruder des Klarinettisten Jakob Bender (* 1798), mit dem er häufig zusammen auftrat. Er selbst heiratete am 26. September 1837 in Brüssel Marie-Henriette Opdenbosch (* 21. Juli 1810 in Brüssel), die Tochter des Fleischermeisters Henri Opdenbosch.

## Werke
Werke für Blasorchester
- Airs Variés
- Marche du Premier Régiment de Guides